# Hamsaduta
Ne doit pas être confondu avec Hamsa-Sandesha.

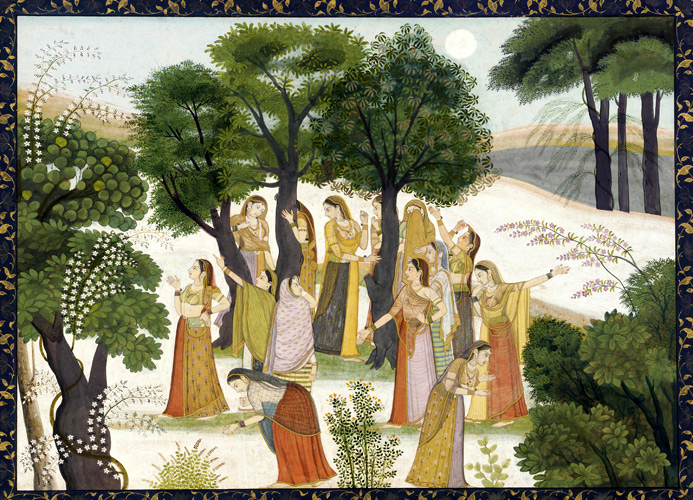
Les gopis (vachères) cherchent Krishna disparu (aquarelle et or sur papier, vers 1780).

Le Hamsaduta (en sanskrit : हंसदूत, IAST : Haṃsadūta), ou Cygne messager, est un poème de Rūpa Gosvāmin (en) composé au début du XVIe siècle au Bengale. Dans ce poème de messager, l'amour romantique et religieux sont combinés dans l'intensité de l'amour pour du dieu Krishna. Son auteur Rūpa Gosvāmin est un des poètes les plus célèbres du Gaudiya sampradāya, mouvement de dévotion à Krishna créé par son contemporain Chaitanya Mahaprabhu (1486-1533).
Dans le Haṃsadūta, Krishna a quitté Vrindavan pour Mathura en abandonnant les vachères qui l'adorent. Sa maitresse Rādhā, en particulier, est désespérée. Son amie Lalitā rencontre un cygne (ou plus précisément un hamsa) sur les berges de la Yamuna et le prie de transmettre un message à Krishna.
Le voyage du cygne du Haṃsadūta est conclu en 35 de ses 142 stances, la distance entre Vrindavan et Mathura étant assez courte. Le message de Lalitā occupe plus de la moitié du poème : il dépeint la tristesse de Radha, fait l'éloge de sa tendresse et reproche à Krishna d'avoir abandonné les vachères. Dans le texte, Rūpa Gosvāmin utilise un certain nombre d'expressions à double sens pour y intégrer la mythologie de Krishna.